# Theodor Weissenberger
Pour les articles homonymes, voir Weissenberger.
Theodor Weissenberger, né le 21 décembre 1914 à Karlstadt-sur-le-Main et mort le 10 juin 1950  sur le Nürburgring, est un as allemand de la Luftwaffe pendant la Seconde Guerre mondiale. Son palmarès à la fin du conflit s'établit à 208 victoires confirmées, dont 8 avec le Messerschmitt Me 262 à réaction.

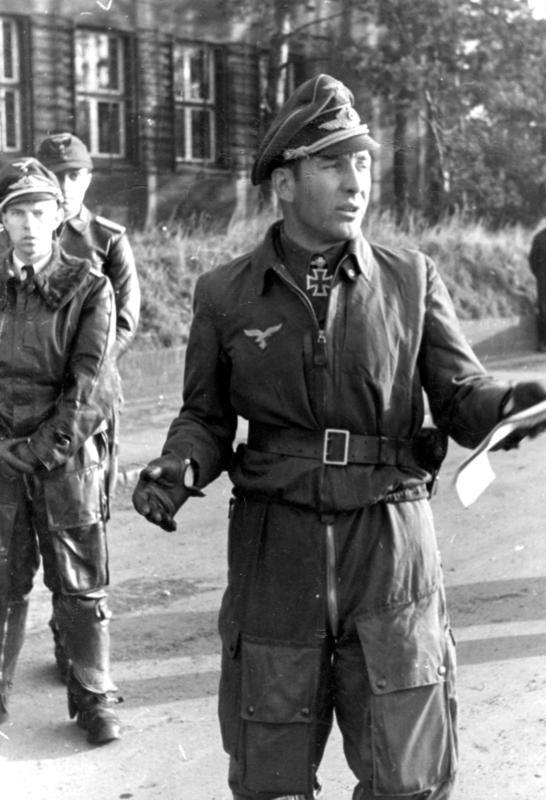
Theodor Weissenberger.

## Un chasseur né
Déjà passionné de pilotage mais destiné à devenir jardinier comme son père, Theodor Weissenberger choisit de s'engager dans le Luftwaffe avant le début du conflit. Il est toutefois transféré dans la réserve. Sa carrière opérationnelle ne commence réellement qu'en Finlande le 1er septembre 1941. L'Oberfeldwebel Weissenberger rejoint alors la 1./(Z)JG 77, une petite unité opérant alors sur chasseurs lourd bimoteurs Bf 110 contre les forces aériennes soviétiques dans le nord de la Russie. Weissenberger obtient sa première victoire le 24 octobre sur un chasseur biplan Polikarpov I-153.
En 1942, l'escadrille est tour à tour renommée 6./(Z)JG 5, 10./(Z)JG 5 et 13./(Z)JG 5, respectivement les 25 janvier, 16 mars et 26 juin mais conserve néanmoins ses Bf 110. Même en opérant sur cet avion plus lent et moins maniable que les appareils monomoteurs, Weissenberger démontre tous son talent sur ce chasseur en remportant un succès considérable en combat aérien : deux victoires en janvier, un doublé en février, 8 victoires en avril, 7 victoires en mai, dont un quintuplé en une mission, et trois autres succès en juin, août et septembre pour un total de 23 adversaire descendus. Ce sera le cinquième meilleur score de la guerre sur ce type d'avion diurne.

## Montée en puissance
Promu Leutnant, Weissenberger reste sur le front arctique mais en raison de ses performances sur appareil bimoteur, il se voit transféré à la 6./JG 5 le 10 septembre 1942 opérant sur monomoteur Bf 109. Avec ce nouvel avion, Weissenberger confirme ses qualités de pilote de chasse, ajoutant 15 autres victoires avant la fin de l'année à son score et recevant la croix de chevalier de la croix de fer 13 novembre 1942. Il faut dire que cette escadrille compte dans ses rangs plusieurs as confirmés, tel Hans Döbrich, Rudolf Müller, August Mors, Albert Brunner et Heinrich Ehrler avec qui il deviendra un grand ami.
Staffelkapitän de la 7./JG 5 le 15 juin 1943 après 91 victoires, le désormais Oberleutnant Weissenberger continue sa belle série de victoires ininterrompues. Le 4 juillet, il est cité au bulletin officiel de la Wehrmacht après que la 7 et la 8./JG 5 aient repoussé une attaque ennemie sur un convoi allemands en toute fin de soirée. Les Allemands revendiquent 20 victoires sans subir de pertes, dont 7 pour Weissenberger, ses 98e à 104e victoire. Son 112e adversaire du 25 juillet lui vaut cette fois les feuilles de Chêne le 2 août 1943.
À la mi-septembre 1943, il devient Staffelkapitän de la 6./JG 5. Nommé Kommandeur du II./JG 5 le 26 mars 1944, le Hauptmann Weissenberger passe Kommandeur du I./JG 5 le 4 juin 1944, alors que les Alliés s'apprêtent à débarquer en Normandie. Jusqu'en mai 1944, il a alors accumulé 175e victoire, réalisées en 350 sorties, dont 15 Il-2.

## Campagne de Normandie
Weissenberger ne va rien perdre de son talent lors de la bataille de Normandie, un front pourtant beaucoup plus difficile. Il descend ainsi cinq P-47 le 7 juin en deux sorties distinctes, puis cinq autres les 8 et 12 juin. Il est lui-même touché et blessé peu de temps après et est contraint de s'éjecter. Reprenant le combat début juillet, il revendique deux P-38 le 6 et trois nouveaux P-47 en 4 min dès le lendemain. Le 13 juillet, ce sont les chasseurs britanniques qui font les frais de l'as allemand avec deux Hawker Typhoon puis un troisième et un Spitfire dès le lendemain. Le 19, ce sont à nouveau trois Typhoon et un Mustang qui tombent sous ses coups. Le 25 juillet enfin, Weissenberger descend deux Spitfire : c'est sa 200e victoire personnelle, 200e également du I./JG 5 depuis la création du groupe.
C'est seulement le huitième pilote de la Luftwaffe à obtenir pareil score (ils ne seront que 15 avant la fin du conflit). Pour ces faits d'armes, il est proposé par Johannes Steinhoff pour les glaives. Sous son commandement, le I./JG 5 aura remporté en Normandie un total de 65 victoires, lui-même en aura remporté 25, ce qui le place au deuxième rang des as de cette campagne (le premier étant Emil Lang avec 28 succès). Weissenberger quitte le front pour une permission bien méritée. Il retrouve le I./JG 5 en octobre 1944 désormais réaffecté à la défense du Reich. Ce dernier est renommé III./JG 6 le 14 de ce mois.

## Chasseur à réaction
Weissenberger quitte néanmoins le groupe le 24 novembre pour devenir le lendemain Kommandeur du I./JG 7, équipé du révolutionnaires chasseur à réaction Me 262. Le 1er janvier 1945, il se marie et devient Kommodore de l'entière JG 7 "Nowotny". Le 15 janvier, Weissenberger devient Major et le 16 mars, il descend son premier adversaire sur jet en abattant un Mustang. Deux jours plus tard, trois B-17 tombent à nouveau sous ses coups, puis trois autres encore les 21, 22 et 31 mars. Le 4 avril, un dernier quadrimoteur conclut son tableau de chasse final, mais il aura à déplorer la perte de son ami Heinrich Ehrler qui l'avait rejoint au sein de son Stab.

## Bilan
Un des plus grands as allemands de la Deuxième Guerre mondiale, Weissenberger a pourtant toujours eu un comportement peu militaire, ce qui l'a amené à avoir de constants problèmes de discipline avec ses supérieurs. Quoi qu'il en soit, la guerre se terminera pour lui sans recevoir les glaives à sa croix de chevalier. Le Major Weissenberger a effectué plus de 500 missions de combat et a remporté 208 victoires confirmées : 175 sur le front russe, 25 en Normandie et 8 sur Me 262 dont 7 B-17 quadrimoteurs. Spécialiste des victoires multiples, il aura au cours de sa carrière accumulé 10 quintuplés, 2 sextuplés, 1 septuplés, toutes en une journée de combat, voir en une seule sortie.
Capturé puis libéré par les Alliés en 1946, Weissenberger s'intéresse ensuite à la course sportive et participe à plusieurs épreuves de deux roues en Europe à la fin des années 1940. Le 10 juin 1950, Theodor Weissenberger se tue sur le fameux Nürburgring, au guidon d'une moto propulsée par un moteur BMW dans le premier tour lors du XVe Eifelrennen. Il avait 36 ans. C'est le premier as aux 100 victoires de la Luftwaffe à disparaître après la fin de la guerre.

## Décorations
- Ehrenpokal der Luftwaffe (28 mai 1942)
- Croix allemande en or le 8 septembre 1942 en tant que Oberfeldwebel du 10.(Z)/JG 5
- Insigne de combat de la Luftwaffe en or
- Croix de fer 2e et 1re classe
- Croix de chevalier de la croix de fer avec feuilles de chêne
  - Croix de chevalier le 13 novembre 1942 en tant que Leutnant (lieutenant) et pilote du 6./JG 5
  - 266e feuilles de chêne le 2 août 1943 en tant que Oberleutnant (lieutenant de 1re classe) et Staffelkapitän du 7./JG 5[1]
- Mentionné par deux fois dans le bulletin radiophonique Wehrmachtbericht

Il est recommandé par l'Oberstleutnant Johannes Steinhoff pour la croix de chevalier de la croix de fer avec feuilles de chêne et glaives après sa 200e victoire aérienne. Cette requête est déclinée le 20 février 1945.